# Love You Till Tuesday (video)
Love You Till Tuesday è un videoalbum dell'artista inglese David Bowie, girato nel 1969 e pubblicato in VHS nel maggio 1984 quando uscì anche l'album omonimo. Nel 2005 è stato distribuito in una versione rimasterizzata in DVD con materiale bonus.
Il video può essere visto come la testimonianza del momento in cui il cantante, non ancora baciato dalla fama, cominciò a prendere coscienza della sua identità di performer solista e a mettere in scena la sua musica in un contesto teatrale. Accanto a Bowie compaiono John Hutchinson e la sua compagna di allora, Hermione Farthingale, che con David formavano il trio chiamato Feathers alla fine del 1968 e che risultano accreditati semplicemente come Hermione e Hutch.

## Il video

### Genesi e produzione
Il 19 settembre 1968 David Bowie fece la sua seconda apparizione nel programma della ZDF 4-3-2-1 Musik Für Junge Leute e il produttore Günther Schneider suggerì al manager Kenneth Pitt la possibilità di realizzare uno special di mezz'ora per l'emittente tedesca. Pitt non sembrò soddisfatto del modo in cui «i tedeschi usavano la televisione a colori» ma si impadronì comunque dell'idea e una volta tornati a Londra i primi di ottobre, lui e David incontrarono Malcolm Thomson, un suo ex assistente che lavorava nell'industria cinematografica.
Fu buttato giù uno storyboard con quattro brani dall'album di debutto, il numero di mimo The Mask e tre inediti, When I'm Five, Ching-a-Ling e Let Me Sleep Beside You. I finanziamenti esterni si rivelarono insufficienti e Pitt decise di assumere l'onere della produzione con l'intenzione di rifarsi dei costi rivendendo il video a compagnie televisive nazionali ed estere. Ma l'obiettivo principale era la ZDF e nel tentativo di accrescere le sue possibilità in questa direzione Pitt ingaggiò Lisa Busch, segretaria di produzione di Schneider, con l'incarico di tradurre in tedesco Love You Till Tuesday, When I Live My Dream e Let Me Sleep Beside You, oltre che fornire la voce fuori campo per The Mask. Nel gennaio 1969 Bowie prese lezioni supplementari di danza e fissò alcuni appuntamenti per stabilire la misura e la foggia di una parrucca che coprisse i residui dell'acconciatura "militare" usata per il film The Virgin Soldiers.
Nel frattempo Pitt aveva sollecitato il cantante a comporre un pezzo che, secondo le sue parole «avrebbe dimostrato inequivocabilmente la potenza inventiva di David e che avrebbe probabilmente rappresentato il punto più alto della sua produzione». Bowie scrisse Space Oddity e il brano andò a completare la scaletta delle tracce per il video. I costi subirono una vera e propria escalation nella fase di post-produzione e come risultato fu eliminata la voce narrante, che secondo il progetto originale avrebbe dovuto fungere da collegamento tra i diversi brani, e non venne realizzata la progettata edizione in tedesco del video.

### Riprese
Le riprese ebbero inizio il 26 gennaio 1969 a Hampstead Heath con gli esterni di When I Live My Dream e tre giorni dopo David registrò la parte vocale in tedesco ai Trident Studios. Si ricominciò a filmare ai Clarence Studios di Greenwich il 1º febbraio con le sequenze di Ching-a-Ling, in cui i tre cantanti eseguivano a turno le strofe suonando la loro chitarra acustica seduti su dei cuscini, e Sell Me a Coat, con una strumentazione supplementare a quella della versione dell'album David Bowie e le voci di accompagnamento di Hermione e Hutchinson. Le riprese in esterno di quest'ultima vennero effettuate da "Mr. Fish", la boutique londinese che avrebbe fornito a David i costumi usati nel periodo di The Man Who Sold the World, e soprattutto sancirono l'ultima apparizione di Hermione nel video, oltre che nella vita di Bowie.
Il 3 febbraio furono filmate Love You Till Tuesday e Rubber Band, nella quale Bowie compariva con tanto di baffi, giacca sportiva e paglietta mentre assisteva ad un immaginario concerto bandistico. Il giorno seguente fu la volta di Let Me Sleep Beside You e degli interni di When I Live My Dream e il 5 febbraio fu dedicato alla sequenza di mimo The Mask. Anticipatrice di tematiche che il cantante avrebbe sviluppato negli anni successivi, The Mask vedeva un ragazzo rubare una maschera da usare per far ridere amici e familiari, guadagnando celebrità e fortuna per il semplice atto di indossarla in pubblico. Man mano che la sua fama si estendeva diventava sempre più arrogante e sdegnoso nei confronti della gente comune finché, al termine di una esibizione al Palladium di Londra gremito di pubblico, si accorgeva di non riuscire più a togliere la maschera e moriva soffocato sul palco. «I giornali hanno dato grande risalto all'episodio», concludeva la voce fuori campo mentre le luci si abbassavano sul suo corpo senza vita, «eppure è strano, non c'è il minimo accenno a una maschera».
Il 6 febbraio cominciò con le riprese di Space Oddity, qui presente nella prima registrazione effettuata ai Morgan Studios quattro giorni prima. Il filmato presentava un Bowie astronauta in partenza per il cosmo su quello che sembrava un ciclomotore a forma di casco, finendo per essere "abbordato" dalla modella Samantha Bond e l'assistente di produzione Suzanne Mercer acconciate in stile Blake's 7. A quanto pare, il regista Malcolm Thomson era intenzionato a realizzare una sorta di soft-core e voleva che le scene in cui apparivano le due ragazze fossero considerevolmente più esplicite, ma come disse in seguito «il clima dell'epoca non lo permetteva... non credo comunque che Kenneth Pitt sarebbe stato d'accordo».
Space Oddity venne completata il 7 febbraio, giorno in cui venne filmata anche When I'm Five, composizione del 1968 in forma di monologo di un bambino che riflette sui misteri della vita e sull'aspetto tragico della realtà quotidiana. Il cantante adottò in questo caso una plausibile fisicità infantile mentre vagava tra le candele poste su una gigantesca torta di compleanno.

### Pubblicazione
Nonostante alcune proiezioni private organizzate da Kenneth Pitt, nessuna rete televisiva o distributore di film manifestò in quel periodo il minimo interesse per il video. Il manager rimase inoltre costernato nell'apprendere che Günther Schneider aveva lasciato la ZDF, mentre dalla BBC l'unico suggerimento che ricevette fu quello di realizzare qualcosa di simile con Tom Jones. Love You Till Tuesday rimase quindi inedito fino al maggio 1984, quando Pitt riuscì a recuperare il denaro investito facendolo uscire nel formato home video grazie alla partnership con la Polygram. Nello stesso periodo uscì anche la colonna sonora, pubblicata dalla Deram Records.

## Tracce
Testi e musiche di David Bowie.
1. Love You Till Tuesday (Versione 45 giri, 1967)
2. Sell Me a Coat (Variante della registrazione originale, da David Bowie, 1967)
3. When I'm Five (Inedita, 1968)
4. Rubber Band (Da David Bowie, 1967)
5. The Mask (Sequenza di mimo)
6. Let Me Sleep Beside You (Inedita, 1967)
7. Ching-a-Ling (Inedita, 1969)
8. Space Oddity (Prima incisione ufficiale, 1969)
9. When I Live My Dream (Versione riarrangiata da Ivor Raymonde, 1967)

### Edizione in DVD del 2005
Nel 2005 è uscita la versione in DVD con una galleria fotografica e sequenze tratte da The Looking Glass Murder, adattamento dello spettacolo teatrale Pierrot in Turquoise trasmesso dalla televisione scozzese nel luglio del 1970. Le sequenze, girate al Gateway Theatre di Edimburgo da Bowie e Lindsay Kemp nel febbraio dello stesso anno sono accompagnate da tre brani rimasti inediti, Columbine, The Mirror e Threepenny Pierrot, oltre che da due diverse versioni di When I Live My Dream. Come The Mask, anche The Mirror può essere vista come una dichiarazione d'intenti piuttosto profetica della carriera futura di Bowie, come appare nel verso «Wash your face before the faded make-up makes a mark» («Lavati la faccia prima che il trucco sbiadito vi lasci un'impronta»).

## Formazione
- David Bowie - voce, chitarra
- John Hutchinson - voce, chitarra
- Hermione Farthingale - voce, chitarra

## Crediti
- Malcolm J. Thomson - regista
- Kenneth Pitt - produttore esecutivo
- Suzanne Mercer - assistente di produzione
- David McDonald - fotografia
- Robert Carter - montaggio
- Liz Edmondson - segretaria di edizione
- Desmond Crowe - scenografia (come Des Crowe)
- Keith Beale - fonico
- Paul Owens - hair stylist
- Henrietta Holmes - trucco
- Mick Messenger - operatore di ripresa